# فليتشير دانيلز
فليتشير دانيلز هو سياسي أمريكي، ولد في 8 سبتمبر 1919، وتوفي في 15 مارس 1999. انتخب عضو مجلس نواب ولاية ميزوري ‏.